# Gabinete Cissey
O Gabinete Cissey foi o ministério formado por Ernest Courtot de Cissey em 22 de maio de 1874 e dissolvido em 25 de fevereiro de 1875. Foi o 5º gabinete da Terceira República Francesa, sendo antecedido pelo Gabinete Broglie II e sucedido pelo Gabinete Buffet.

## Contexto
A missão do Gabinete Cissey era dar continuidade à política dos governos Broglie. Assim que o parlamento retomou suas atividades (janeiro de 1875), a Assembleia Nacional Francesa recusou-se, contra o conselho do governo, a dar prioridade ao exame de uma lei relativa ao Senado francês.
Em minoria, o governo renunciou, mas foi mantido no cargo pelo Presidente da República, Patrice de Mac-Mahon, que não conseguiu formar um novo ministério. Após a votação que estabeleceu a Constituição Francesa de 1875, Cissey apresentou novamente a renúncia de seu governo ao Presidente da República, que nomeou Louis Buffet como Vice-presidente do Conselho de Ministros.

## Composição

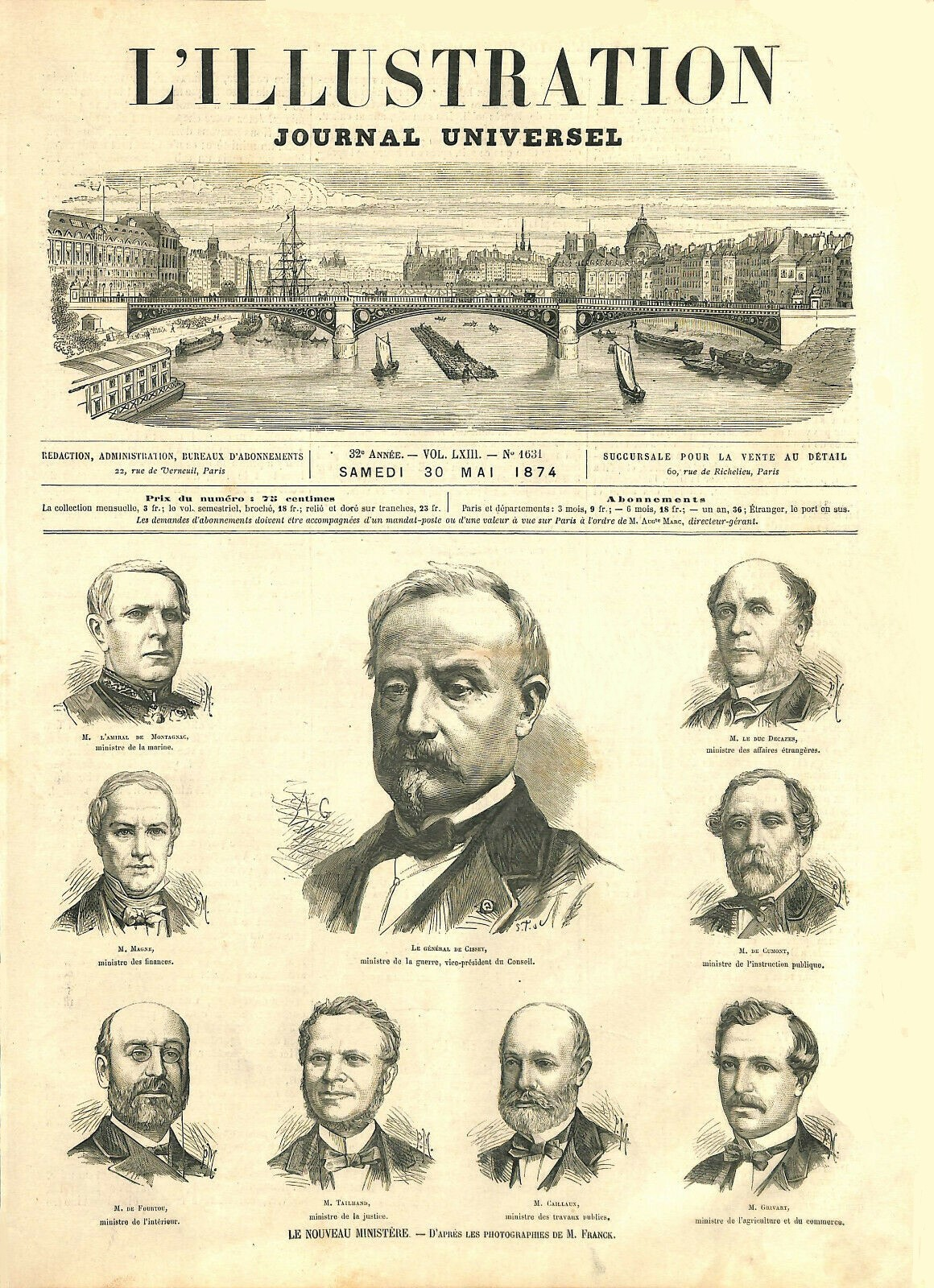
O Gabinete Cissey em ilustração de 1874.

- Presidente da República: Patrice de Mac-Mahon
- Vice-presidente do Conselho de Ministros: Ernest Courtot de Cissey
- Ministro dos Estrangeiros: Louis Decazes
- Ministro da Justiça: Adrien Tailhand
- Ministro do Interior: Oscar Bardi de Fourtou (1874); François de Chabaud-Latour (1874-1875)
- Ministro da Guerra: Ernest Courtot de Cissey
- Ministro das Finanças: Pierre Magne (1874); Pierre Mathieu-Bodet (1874-1875)
- Ministro da Marinha e das Colônias: Louis Raymond de Montaignac de Chauvance
- Ministro da Instrução Pública, Belas Artes e Cultos: Arthur de Cumont
- Ministro das Obras Públicas: Eugène Caillaux
- Ministro da Agricultura e do Comércio: Louis Grivart

## Realizações
- Divisão do território francês em 18 regiões militares;
- Construção de novas fortificações ao redor de Verdun;
- Aprovação da "Emenda Wallon"[3], estabelecendo que o Presidente da República deve ser eleito pela maioria dos votos do Senado e da Câmara, reunidos em Assembleia Nacional;
- Criação do Banco da Indochina;
- Fortalecimento do monopólio estatal sobre a fabricação de fósforos;
- Aprovação de uma lei sobre a conservação dos registros de hipotecas.